# 得田真裕
得田真裕（とくだ まさひろ，1984年10月2日—），日本作曲家、編曲家，主要為影視作品配樂。出身自鹿兒島縣，大學畢業後曾在神戶的遊戲公司工作，後前往東京，師事菅野祐悟。經手過的作品包括電視劇《今天不上班》《歡迎來我家》《THE LAST COP》《追憶潸然》《我不是無法結婚，是不婚》《賣房女子》《UNNATURAL》《MIU404》，電視動畫《重神機潘多拉》《DECA-DENCE》等。

## 外部連結
- 得田真裕的X（前Twitter）